# سفارة كوريا الجنوبية في الأرجنتين
سفارة كوريا الجنوبية في الأرجنتين هي أرفع تمثيل دبلوماسي لدولة كوريا الجنوبية لدى الأرجنتين. تقع السفارة في بوينس آيرس وهي تهدف لتعزيز المصالح الكورية جنوبية في الأرجنتين.

## وصلات خارجية
- قائمة سفارات كوريا الجنوبية
- قائمة السفارات في الأرجنتين